# Vulcanoide

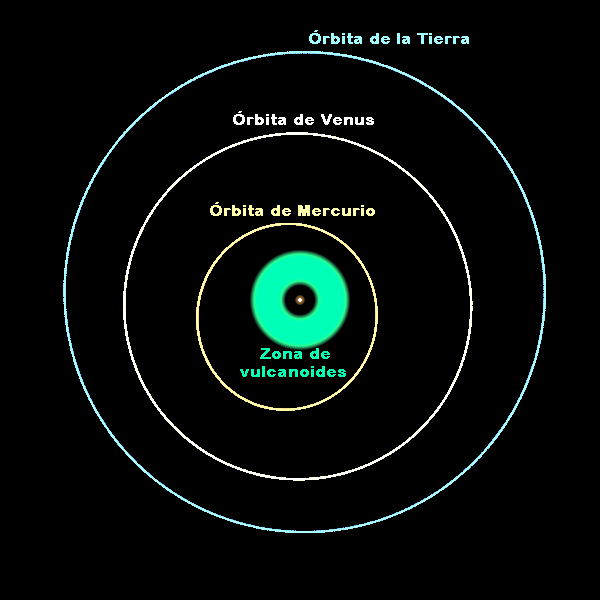
A zona que os Vulcanoides supostamente orbitam em redor do Sol a verde. As outras são as órbitas de Mercúrio, Vénus e Terra.

Os vulcanoides são asteroides hipotéticos que podem orbitar numa zona estável dinamicamente entre os 0,08 e 0,21 UA, bem dentro da órbita de Mercúrio. São nomeados após o hipotético planeta Vulcano, cuja existência foi refusada em 1915. Nenhum foi encontrado até agora, e não há certezas se existe algum.
Se eles existem, os vulcanoides podem não ser detectados facilmente devido ao seu pequeno tamanho e ao fato de serem ofuscados pela luz brilhante do Sol. Devido a essa proximidade ao Sol, as buscas por vulcanoides só podem ser realizadas durante o crepúsculo e durante eclipses solares. Qualquer vulcanoide deve ter um diâmetro compreendido entre 100 metros (330 pés) e 60 quilômetros (37 milhas), estando situados na órbita quase circular perto da borda exterior da zona gravitacionalmente estável.

## História e observação
Corpos celestes no interior da órbita de Mercúrio têm sido propostos e procurados ao longo de séculos. O astrónomo alemão Christoph Scheiner acredita ter visto pequenos corpos a passarem à frente do Sol em 1611, porém atualmente pensa-se que tenha sido apenas manchas solares. Na década de 1850, Urbain Le Verrier fez uns cálculos da órbita de Mercúrio e encontrou uma pequena desigualdade em relação aos valores previstos da precessão do periélio. Posteriormente propôs a hipótese que a influência gravitacional de um planeta ou uma cintura de asteroides dentro da órbita de Mercúrio poderia explicar o desvio.